# 平沢駅

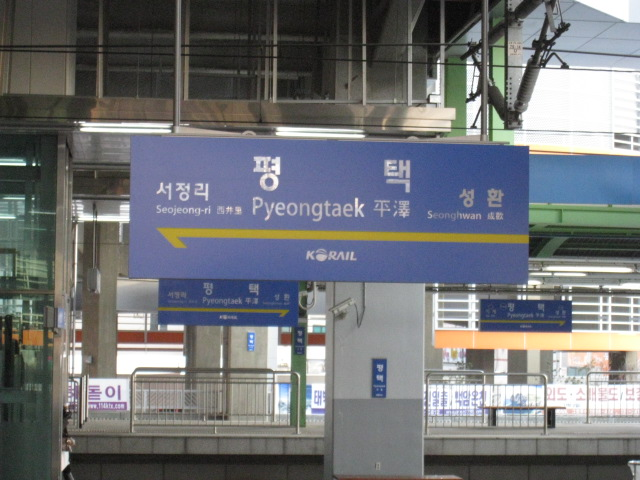
駅名標（2010年撮影）

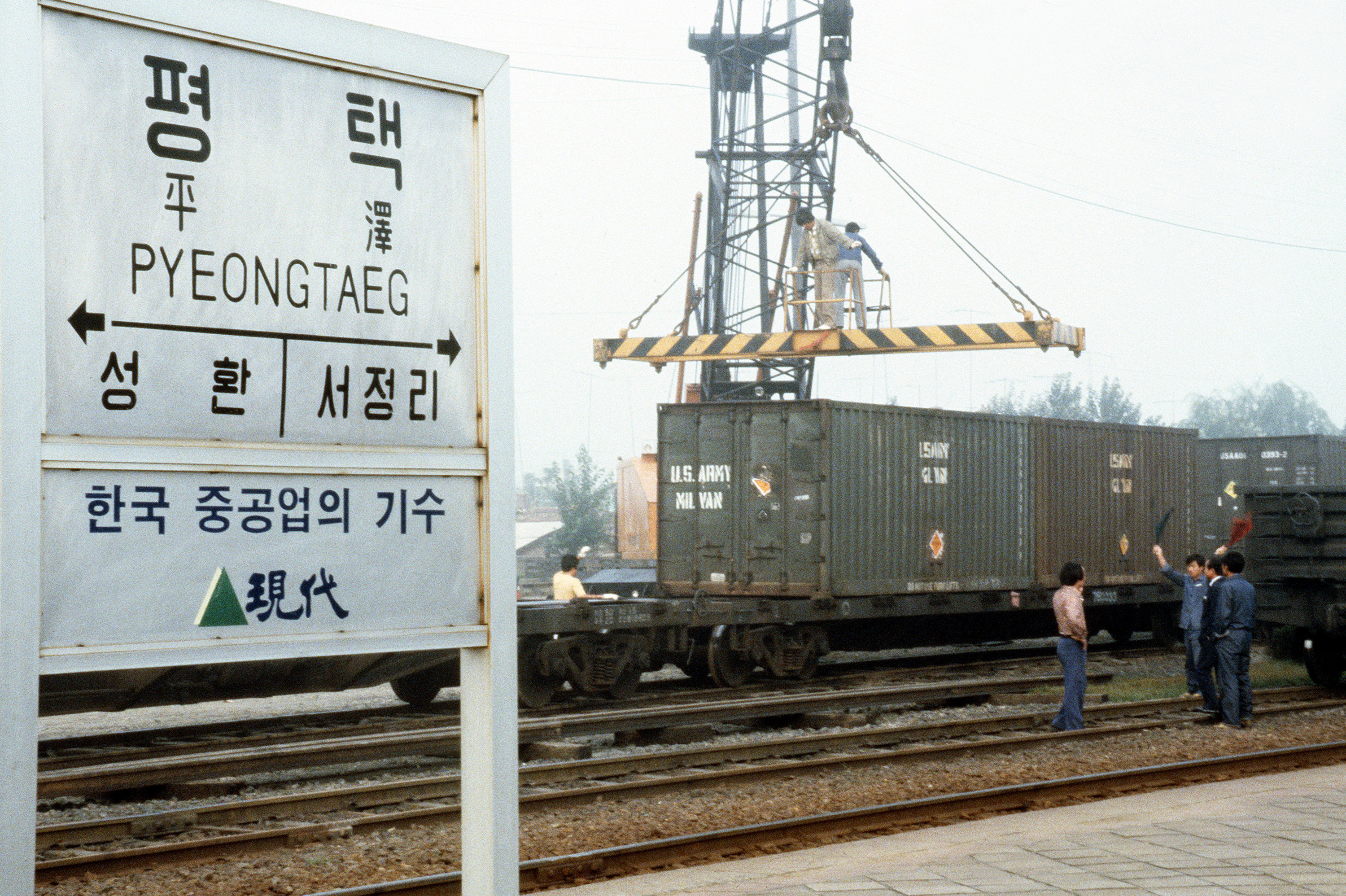
駅名標（1981年撮影）

平沢駅（ピョンテクえき）は、大韓民国京畿道平沢市平沢洞にある、韓国鉄道公社（KORAIL）の駅。
乗り入れている路線は、線路名称上は京釜線1路線のみであるが、当駅に停車するセマウル号・ムグンファ号・ヌリロ号・京釜電鉄線（首都圏電鉄1号線）電車の一部が他路線に直通する。京釜電鉄線の駅番号は(P165)。
隣の成歓駅までは9.4km離れており、KORAIL空港鉄道を除く首都圏電鉄で最も駅間距離が長い。

## 歴史
- 1905年1月1日 - 普通駅として営業開始。
- 1953年10月1日 - 駅舎新築竣工。
- 1971年9月10日 - 民需用無煙炭到着取り扱い駅に指定。
- 1987年12月30日 - 駅舎新築竣工。
- 2005年1月20日 - 京釜電鉄線延伸開業。（餅店-天安間47.9km）
- 2006年5月1日 - 小貨物取り扱い中止。
- 2009年4月24日 - 民資駅舎竣工。
- 2009年6月1日 - ヌリロ号運転開始。

## 駅構造
当駅の駅舎は民間事業者が運営する民資駅舎で、地上駅（橋上駅）である。
プラットホームは島式4面6線を有しており、外側の2つのホームを京釜電鉄線が、内側の2つのホームを京釜線がそれぞれ使用している。2番線と3番線、6番線と7番線は京釜電鉄線と京釜線で線路を共用している。
出口は1番（駅東側）と2番（駅西側）の2ヶ所ある。

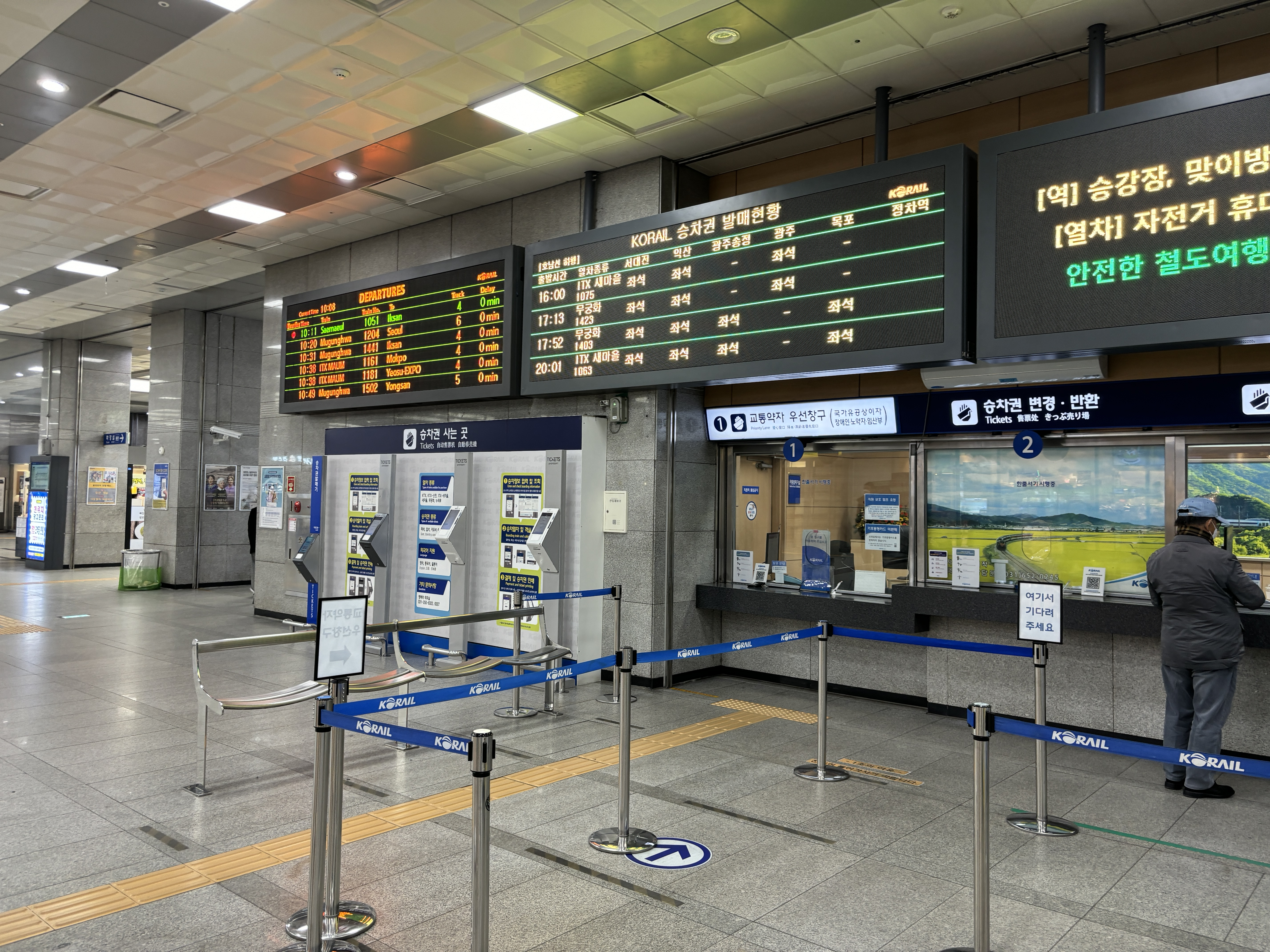
長距離列車の切符売り場
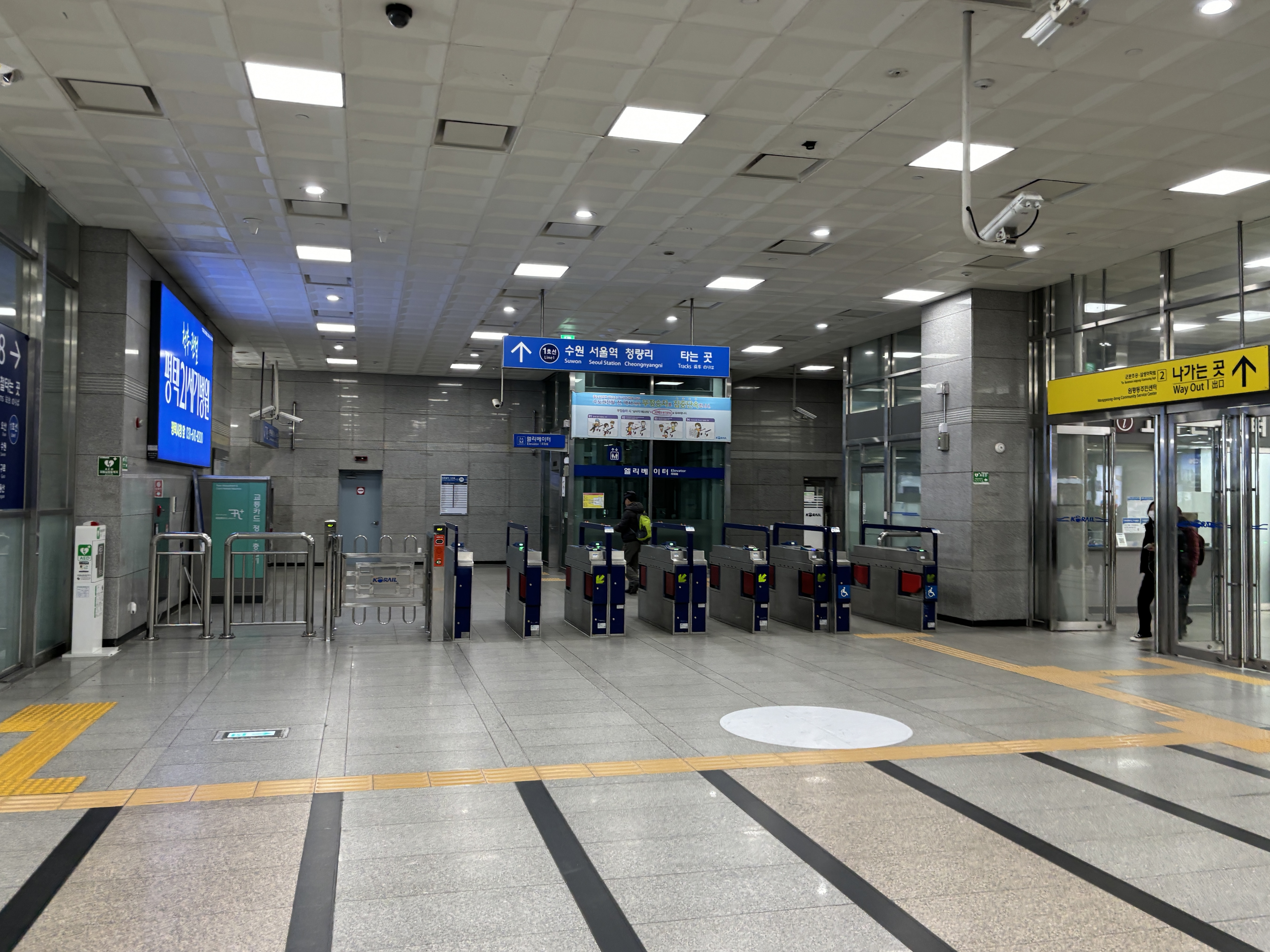
電鉄構内
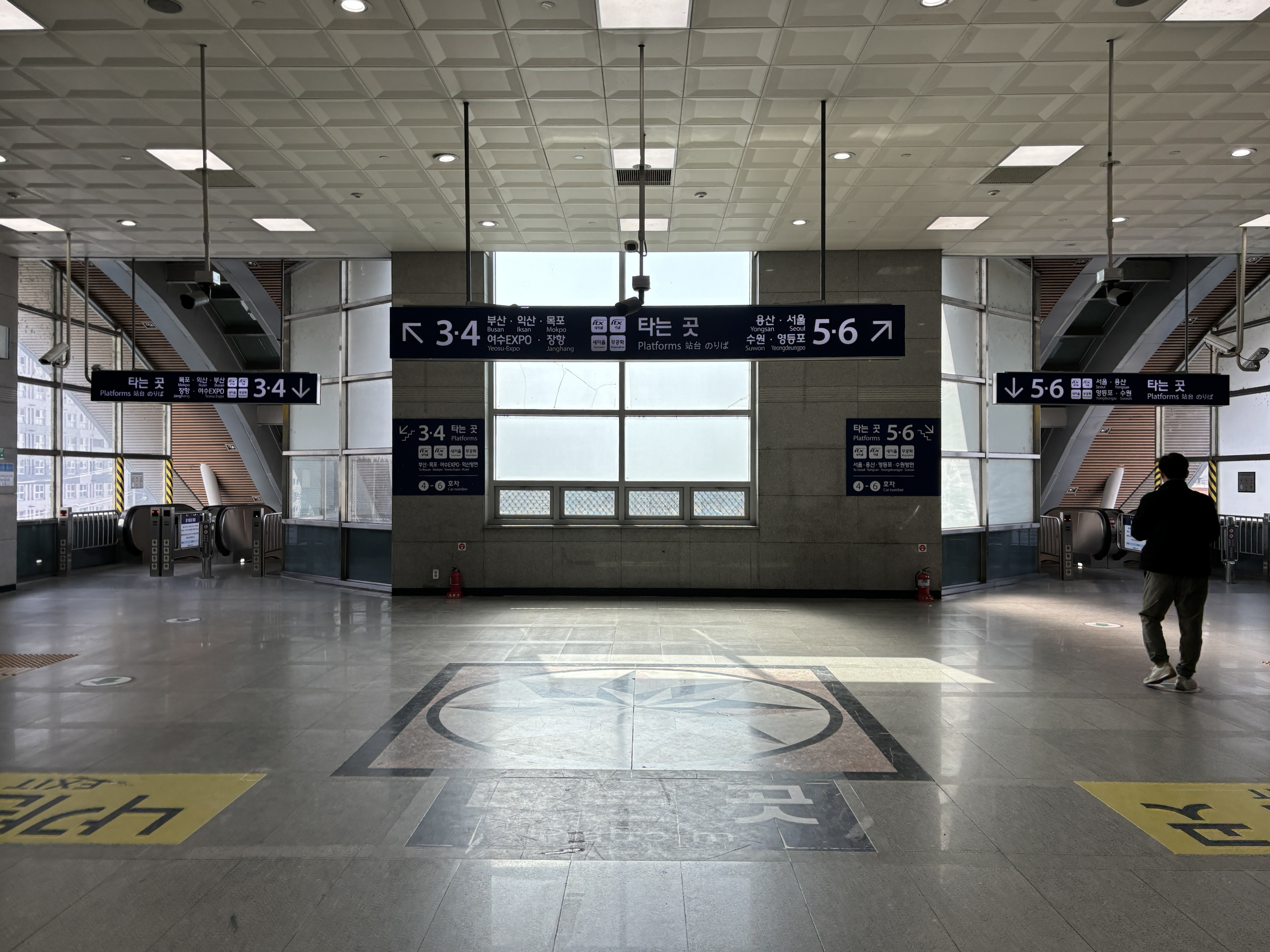
長距離列車構内
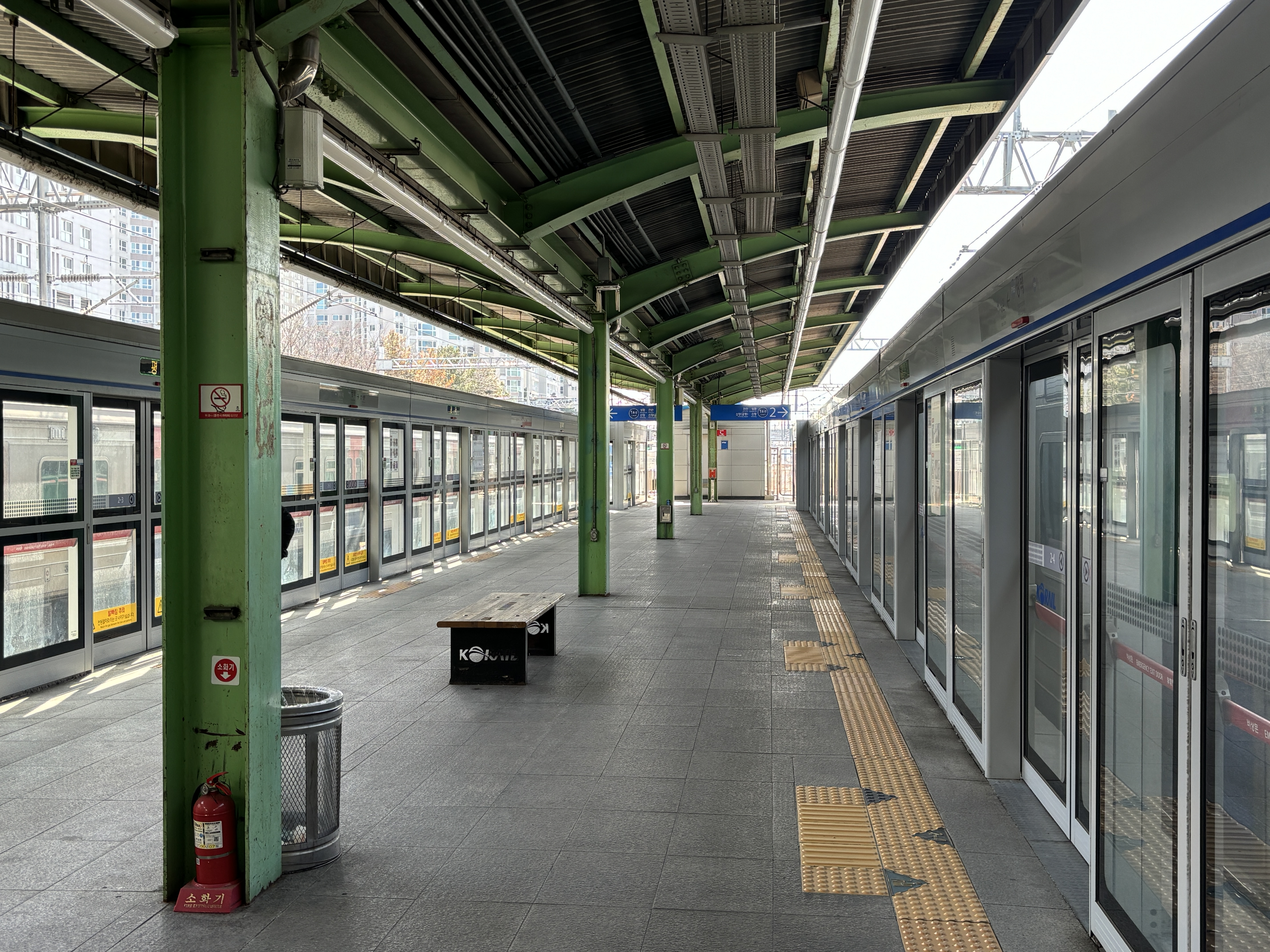
電鉄線ホーム1、2番線
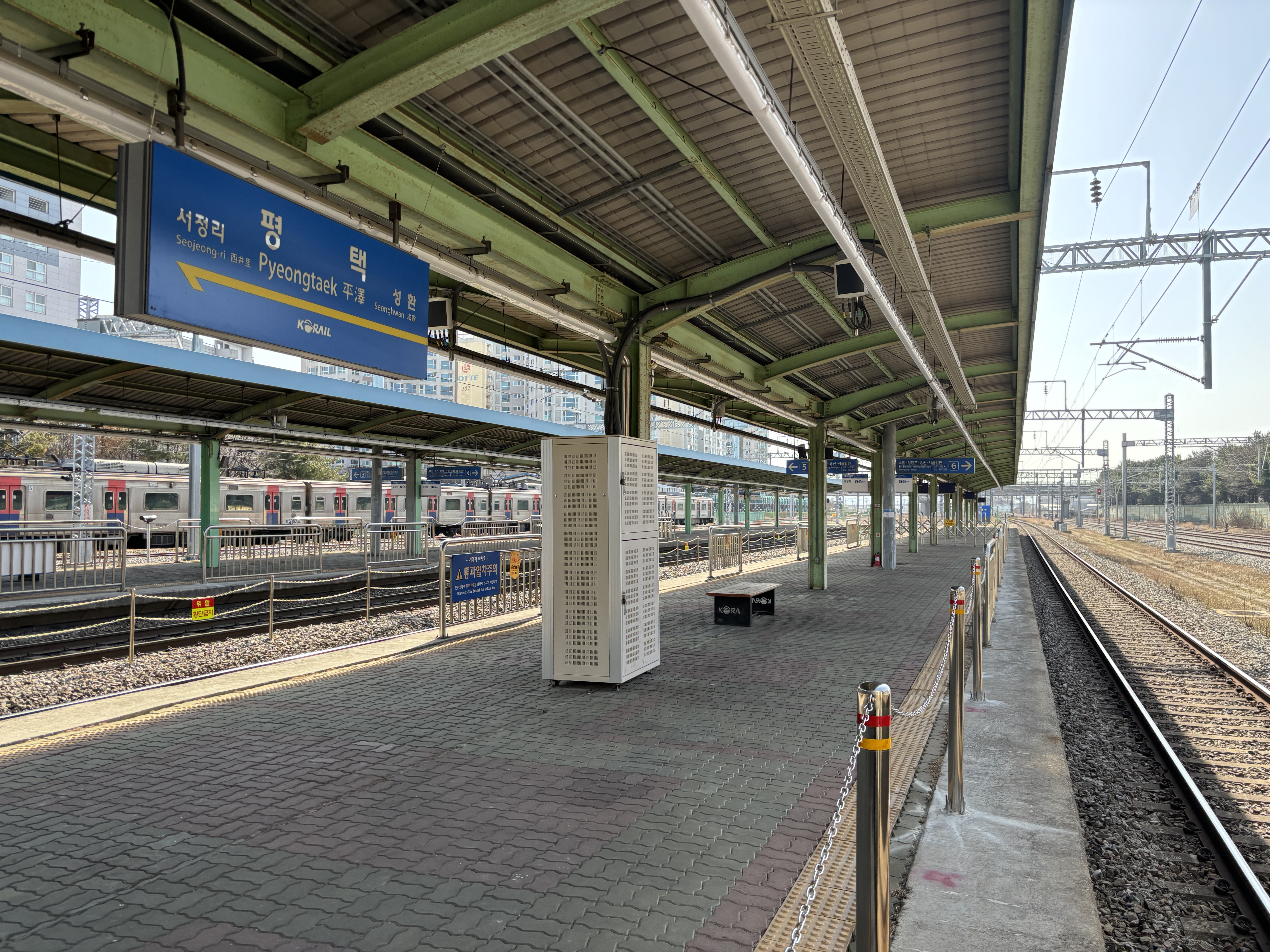
京釜線ホーム5、6番線

### のりば
| 1・2 | ●京釜電鉄線（下り） | ●京釜電鉄線（下り）            | 成歓・天安・牙山・新昌方面           |
| 3・4 | 京釜線（下り）      | 東海線直通（釜田経由）         | 東大邱・釜山・釜田・新海雲台方面     |
| 3・4 | 京釜線（下り）      | 大邱線・中央線・東海南部線直通 | 東大邱・慶州・太和江・浦項方面       |
| 3・4 | 京釜線（下り）      | 慶全線直通（密陽経由）         | 大田・東大邱・馬山・晋州方面         |
| 3・4 | 京釜線（下り）      | 忠北線・中央線直通             | 鳥致院・堤川・栄州・安東方面         |
| 3・4 | 京釜線（下り）      | 湖南線・光州線直通             | 西大田・光州松汀・木浦・光州方面     |
| 3・4 | 京釜線（下り）      | 全羅線・慶全線直通（順天経由） | 西大田・順天・麗水・晋州方面         |
| 3・4 | 京釜線（下り）      | 長項線直通                     | 天安・温陽温泉・洪城・長項方面       |
| 5・6 | 京釜線（上り）      | 京釜線（上り）                 | 水原・永登浦・龍山・ソウル方面       |
| 7・8 | ●京釜電鉄線（上り） | ●京釜電鉄線（上り）            | 水原・九老・地下ソウル駅・清凉里方面 |

## 利用状況
優等列車
| 2001年 | 下り | 乗車 | 無停車 | 713402  | 4468  | 717870  |
| 2001年 | 下り | 下車 | 無停車 | 1314385 | 43487 | 1357872 |
| 2001年 | 上り | 乗車 | 無停車 | 1313094 | 40485 | 1353579 |
| 2001年 | 上り | 下車 | 無停車 | 727948  | 5446  | 733394  |
| 2002年 | 下り | 乗車 | 無停車 | 661540  | 4570  | 676747  |
| 2002年 | 下り | 下車 | 無停車 | 1357698 | 44206 | 1397367 |
| 2002年 | 上り | 乗車 | 無停車 | 1351338 | 46029 | 1401904 |
| 2002年 | 上り | 下車 | 無停車 | 672623  | 6913  | 679536  |
| 2003年 | 下り | 乗車 | 無停車 | 645145  | 3981  | 662001  |
| 2003年 | 下り | 下車 | 無停車 | 1370590 | 44626 | 1405212 |
| 2003年 | 上り | 乗車 | 無停車 | 1369679 | 45154 | 1395073 |
| 2003年 | 上り | 下車 | 無停車 | 651734  | 4279  | 656013  |
| 2004年 | 下り | 乗車 | 60462  | 614346  | 856   | 675664  |
| 2004年 | 下り | 下車 | 49690  | 1614989 | 10118 | 1674797 |
| 2004年 | 上り | 乗車 | 55931  | 1554334 | 10898 | 1621163 |
| 2004年 | 上り | 下車 | 60060  | 608976  | 1069  | 670105  |
| 2005年 | 下り | 乗車 | 57187  | 611231  | 廃止  | 668418  |
| 2005年 | 下り | 下車 | 31564  | 773869  | 廃止  | 805433  |
| 2005年 | 上り | 乗車 | 28017  | 745137  | 廃止  | 773154  |
| 2005年 | 上り | 下車 | 54141  | 607474  | 廃止  | 661615  |

首都圏電鉄
| 年度   | 1日平均 乗車人員 |
| ------ | ---------------- |
| 2005年 | 8673             |
| 2006年 | 9559             |
| 2007年 | 9914             |
| 2008年 | 10936            |
| 2009年 | 11951            |
| 2010年 | 12217            |
| 2011年 | 12973            |
| 2012年 | 13608            |

## 駅周辺
当駅は平沢市の中心市街地の西側にある。
- 城内派出所
- 平沢高速バスターミナル（朝鮮語版）
- 平沢市外バスターミナル（朝鮮語版）
- 平沢郵便局
- 平沢警察署
- 城東初等学校
- 平沢農協
- 平沢消防署 119救助隊
- 平沢初等学校
- 新平洞住民センター
- 軍門初等学校
- 平沢駅舎ショッピングモール
  - AKプラザ（朝鮮語版）平沢店
  - リブロ平沢店
  - CGV平沢店
- 平沢ソウル病院
- 博愛病院

## 隣の駅
韓国鉄道公社　
京釜線　
ITX-青春・ITX-セマウル・セマウル号
水原駅 - 平沢駅 - 天安駅　
ムグンファ号　
西井里駅 - 平沢駅 - 成歓駅　
ヌリロ号
烏山駅 - 平沢駅 - 成歓駅
●京釜電鉄線　
A急行・B急行　
西井里駅 (P163) - 平沢駅 (P165) - 成歓駅 (P166)　
緩行　
芝制駅 (P164) - 平沢駅 (P165) - 成歓駅 (P166)　
平沢線
安仲駅 - （倉内信号場） - （新垈信号所） - 平沢駅